# Siren7
A Siren7 egy autóra szerelhető vadfigyelmeztető rendszer, mely segít elkerülni a vadgázolásos baleseteket, amit a Közlekedéstudományi Intézet Nonprofit Kft. jegyzőkönyve, valamint az Európai Bizottság Európai Közúti Biztonsági Chartája is igazolt. A Siren7-et Koltai Viktor szabadalmaztatta és helyezte forgalomba 2019-ben, a feltaláló nevéhez köthető a Living Road csúszásgátló útburkolat-érdesítő is.

## Jellemzői
A Siren7 120 decibel hangteljesítménnyel szól, 3 khz-en, így „ért az állatok nyelvén”, hiszen ez a hang figyelmezteti a hazánkban megtalálható valamennyi nagyobb állatot. A vadgázolás elleni rendszernek 300 méteres a hatósugara. A Siren7 nem igényel áramforrást, és egyszerűen a gépjármű elejére ragasztható.

## Története
Koltai Viktor több interjúban is elmondta, hogy azért kezdett el a Siren7 vadvédelmi rendszer kifejlesztésébe, mert megdöbbenten tapasztalta, hogy a piacon lévő többi olcsóbb termék nem működik. A feltaláló ezt követően több évig foglalkozott a vadgázolás elleni rendszer kifejlesztésével, melynek működését több magyar és nemzetközi szervezet is elismeri.